# Uganda na Letnich Igrzyskach Olimpijskich 2008
Uganda na Letnich Igrzyskach Olimpijskich 2008 – występ kadry sportowców reprezentujących Ugandę na igrzyskach olimpijskich w Pekinie. Reprezentacja liczyła 11 zawodników – 9 mężczyzn i 2 kobiety.
Był to trzynasty występ reprezentacji Ugandy na letnich igrzyskach olimpijskich.

## Reprezentanci

### Badminton
Mężczyźni
| Zawodnik      | Konkurencja    | 1/32              | 1/16                        | 1/8               | Ćwierćfinał       | Półfinał          | Finał/BM          | Finał/BM | Źródło |
| Zawodnik      | Konkurencja    | Przeciwnik Punkty | Przeciwnik Punkty           | Przeciwnik Punkty | Przeciwnik Punkty | Przeciwnik Punkty | Przeciwnik Punkty | Miejsce  | Źródło |
| ------------- | -------------- | ----------------- | --------------------------- | ----------------- | ----------------- | ----------------- | ----------------- | -------- | ------ |
| Edwin Ekiring | gra pojedyncza | BYE               | Park S-h P 0-2 (5:21, 8:21) | NQ                | NQ                | NQ                | NQ                | 33.      | [ 1 ]  |

### Boks
| Zawodnik      | Konkurencja    | 1/16             | 1/8              | Ćwierćfinał      | Półfinał         | Finał            | Finał   | Źródło |
| Zawodnik      | Konkurencja    | Przeciwnik Wynik | Przeciwnik Wynik | Przeciwnik Wynik | Przeciwnik Wynik | Przeciwnik Wynik | Miejsce | Źródło |
| ------------- | -------------- | ---------------- | ---------------- | ---------------- | ---------------- | ---------------- | ------- | ------ |
| Ronald Serugo | waga papierowa | Serdamba P 5-9   | NQ               | NQ               | NQ               | NQ               | 17.     | [ 2 ]  |

### Lekkoatletyka
Mężczyźni
| Zawodnik                  | Konkurencja                   | Eliminacje | Eliminacje | Półfinał | Półfinał | Finał    | Finał   | Źródło |
| Zawodnik                  | Konkurencja                   | Wynik      | Miejsce    | Wynik    | Miejsce  | Wynik    | Miejsce | Źródło |
| ------------------------- | ----------------------------- | ---------- | ---------- | -------- | -------- | -------- | ------- | ------ |
| Abraham Chepkirwok        | bieg na 800 m                 | 1:47,93    | 39. Q      | 1:49,16  | 23.      | NQ       | NQ      | [ 3 ]  |
| Benjamin Kiplagat         | bieg na 3000 m z przeszkodami | 8:20,22    | 10. Q      | —        | —        | 8:20,27  | 9.      | [ 4 ]  |
| Moses Kipsiro             | bieg na 5000 m                | 13:46,58   | 17. Q      | —        | —        | 13:10,56 | 4.      | [ 5 ]  |
| Geoffrey Kusuro           | bieg na 5000 m                | 13:50,50   | 23.        | —        | —        | NQ       | NQ      | [ 5 ]  |
| Boniface Kiprop Toroitich | bieg na 10 000 m              | —          | —          | —        | —        | 27:27,28 | 10.     | [ 6 ]  |
| Alex Malinga              | maraton                       | —          | —          | —        | —        | 2:18:26  | 31.     | [ 7 ]  |

Kobiety
| Zawodniczka    | Konkurencja   | Eliminacje | Eliminacje | Półfinał | Półfinał | Finał | Finał   | Źródło |
| Zawodniczka    | Konkurencja   | Wynik      | Miejsce    | Wynik    | Miejsce  | Wynik | Miejsce | Źródło |
| -------------- | ------------- | ---------- | ---------- | -------- | -------- | ----- | ------- | ------ |
| Justine Bayiga | bieg na 400 m | 54,15      | 44.        | NQ       | NQ       | NQ    | NQ      | [ 8 ]  |

### Pływanie
Mężczyźni
| Zawodnik       | Konkurencja          | Eliminacje | Eliminacje | Półfinał | Półfinał | Finał | Finał   | Źródło |
| Zawodnik       | Konkurencja          | Czas       | Miejsce    | Czas     | Miejsce  | Czas  | Miejsce | Źródło |
| -------------- | -------------------- | ---------- | ---------- | -------- | -------- | ----- | ------- | ------ |
| Gilbert Kaburu | 50 m stylem dowolnym | 27,72      | 82.        | NQ       | NQ       | NQ    | NQ      | [ 9 ]  |

Kobiety
| Zawodniczka   | Konkurencja          | Eiminacje | Eiminacje | Półfinał | Półfinał | Finał | Finał   | Źródło |
| Zawodniczka   | Konkurencja          | Czas      | Miejsce   | Czas     | Miejsce  | Czas  | Miejsce | Źródło |
| ------------- | -------------------- | --------- | --------- | -------- | -------- | ----- | ------- | ------ |
| Aya Nakitanda | 50 m stylem dowolnym | 29,38     | 66.       | NQ       | NQ       | NQ    | NQ      | [ 10 ] |